# Lesina (Třebeň)
Lesina (deutsch Hart(h)) ist ein Ortsteil der Gemeinde Třebeň (Trebendorf) im tschechischen Okres Cheb (Bezirk Eger). 

## Lage
Der Ort im Egerland liegt nördlich von Vokov (dt. Wogau), östlich von Lesinka (dt. Harlas), südlich von Povodí (dt. Ensebruck) und westlich von Hněvín (dt. Knöba). Nur letzteres liegt nicht im Gemeindegebiet von Třebeň, sondern im benachbarten Nebanice (dt. Nebanitz). Gut 100 Meter östlich der Ortslage verläuft ein kleiner Nebenfluss der Eger, der Scheidebach, hier als Sázek bezeichnet. Die deutsch-tschechische Grenze bei Bad Brambach ist nordwestlich rund zehn Kilometer entfernt.

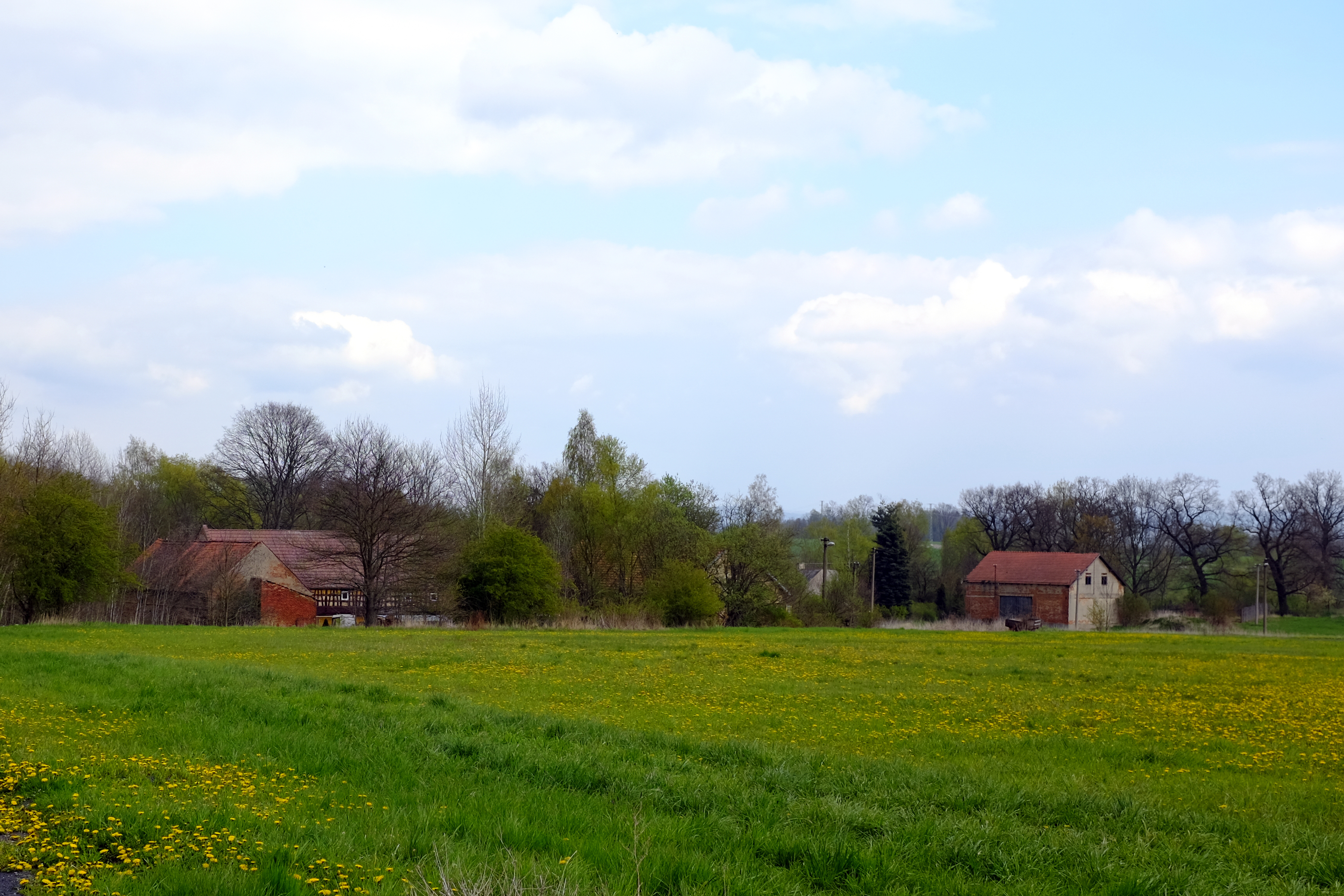
Blick in die Ortslage

## Geschichte
Erstmals erwähnt wurde Hart 1290. Aufgrund der Nähe zu Eger ergibt sich eine lange Verwaltungszugehörigkeit dorthin, bspw. zum Gerichtsbezirk Eger in der Tschechoslowakei. Zuletzt lebten 2011 vierzehn Personen im Ort, darunter drei Kinder unter vierzehn Jahren.
| Jahr      | 1869 | 1880 | 1890 | 1900 | 1910 | 1921 | 1930 | 1950 | 1961 | 1970 | 2001 | 2011 |
| --------- | ---- | ---- | ---- | ---- | ---- | ---- | ---- | ---- | ---- | ---- | ---- | ---- |
| Einwohner | 71   | 68   | 67   | 61   | 53   | 55   | 56   | 26   | 21   | 17   | 20   | 14   |
| Häuser    | 10   | 10   | 10   | 10   | 9    | 10   | 9    | 5    | –    | 4    | 4    | 4    |

## Belege
1. ↑  STATISTICKÝ LEXIKON OBCÍ ČESKÉ REPUBLIKY 2013 Podle správního rozdělení k 1.1. 2013 a výsledků sčítání lidu, domů a bytů k 26. březnu 2011 Zpracoval Český statistický úřad ve spolupráci s Ministerstvem vnitra ČR. 1. Januar 2013, S. 269, abgerufen am 19. März 2024 (tschechisch).
2. ↑  https://www.czso.cz/documents/10180/20537734/130084150411.pdf/